# Bão Vera (1983)
Bão Vera , ở Philippines gọi là Bão Bebeng , ở Việt Nam là bão số 3 đã gây lũ lụt đáng kể cho Philippines vào tháng 7 năm 1983. Một áp thấp nhiệt đới hình thành từ rãnh gió mùa vào ngày 12 tháng 7 ở phía Đông Philippines. Mặc dù ban đầu áp thấp phát triển chậm, hệ thống di chuyển theo hướng Tây-Tây Bắc, mạnh lên thành bão nhiệt đới vào ngày hôm sau và bão cuồng phong trong ngày 14 tháng 7. Vera di chuyển vào đất liền sớm vào ngày hôm sau dưới dạng cơn bão cuồng phong ở Philippines trước khi suy yếu nhẹ khi quét qua các hòn đảo của quốc gia này và bão nơi có địa hình ghồ ghề. Tuy nhiên, Vera đã mạnh lên trở lại trên Biển Đông trong khi tăng tốc, sau đó đạt vận tốc gió 75 kt (140 km/h). Sau khi vượt qua Hải Nam trong khi vẫn ở cường độ cực đại và di chuyển vào khu vực phía Bắc vịnh Bắc Bộ, Vera đổ bộ vào bờ biển miền Bắc Việt Nam với sức gió mà khí tượng Việt Nam ghi nhận là cấp 13, tương tự bão Xangsane (2006),tâm bão đi qua phía nam tỉnh Quảng Ninh vào ngày 18/7. Bão suy yếu dần sau khi đổ bộ như những cơn bão bình thường khác. Đến ngày 19/7, Vera đã tan trong đất liền.
Trên khắp Philippines, bão Vera đã khiến 123 người thiệt mạng, 60 người mất tích và 45 người bị thương. Khoảng 200.000 người vô gia cư. Cơn bão đã phá hủy 29.054 ngôi nhà và gây thiệt hại "nặng nề" cho 5.558 ngôi nhà khác. Tổng cộng có 76.346 ngôi nhà bị hư hại "một phần". Hơn nữa, 24.280 người đã tìm nơi trú ẩn vì Vera. Khoảng 80% cư dân Manila bị mất điện. Nhiều khu vực trũng thấp ở Manila chìm trong nước trong khi gió mạnh làm hư hại nhà cửa và cây cối. Tỉnh Bataan chịu thiệt hại nặng nề nhất do cơn bão và 10 ngôi làng gần đó bị phá hủy. Trên toàn tỉnh, 50 người thiệt mạng, chủ yếu do đuối nước. Tổng cộng, thiệt hại lên tới 42 triệu USD (1983 USD). Ngoài ảnh hưởng đến Philippines, bão Vera đã cướp đi sinh mạng của ít nhất 3 người tại Việt Nam. Ngoài khơi Trung Quốc, một người bơi lội bị chết đuối vì biển động do bão Vera gây ra.

## Lịch sử khí tượng

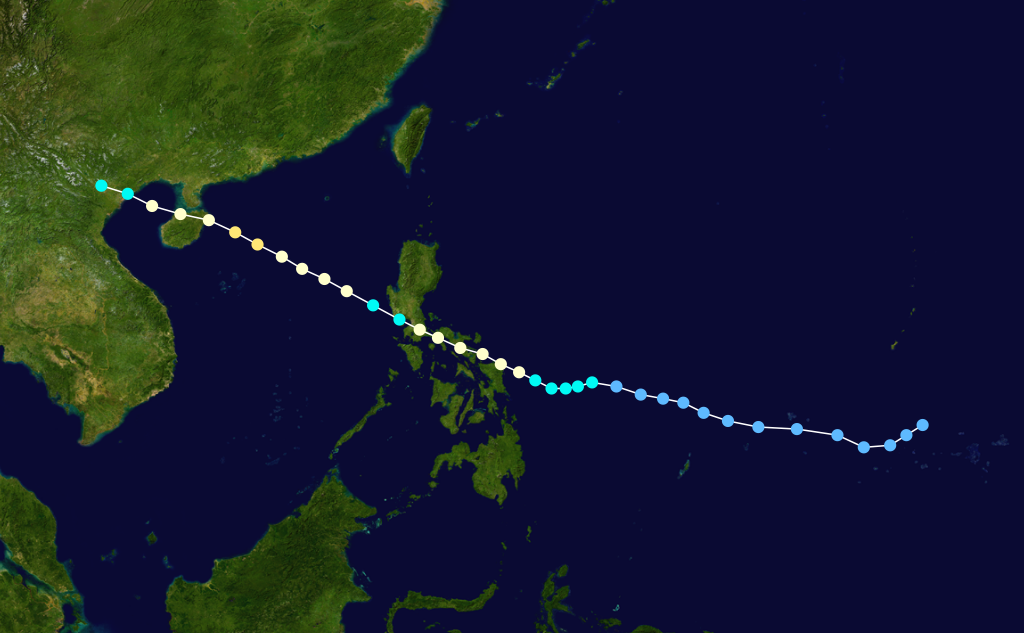
Đường đi bão Vera theo JTWC

Nguồn gốc của bão Vera có thể bắt nguồn từ một rãnh gió mùa được tổ chức kém kéo dài về phía tây từ Philippines đến kinh tuyến 160oĐ vào đầu tháng 7 năm 1983. Vào ngày 4 tháng 7, cơn bão đã phát triển một hoàn lưu dai dẳng. Bốn ngày sau, hai khu vực đối lưu có tổ chức bắt đầu hình thành, một khu vực gần kinh tuyến 120 phía đông và một khu vực khác gần Guam. Cảnh báo Sự hình thành Xoáy thuận nhiệt đới (TCFA) đã được Trung tâm Cảnh báo Bão Liên hợp (JTWC) ban hành lúc 06:00 UTC ngày 10 tháng 7 sau khi cơn bão phát triển hoàn lưu cấp trên được xác định rõ ràng. Tuy nhiên, quá trình phát triển tiếp theo diễn ra chậm chạp và TCFA được phát lại 24 giờ sau đó bất chấp việc máy bay trinh sát cho thấy cơn bão không có hoàn lưu khép kín (một trung tâm rõ ràng hút gió từ mọi phía) ở bề mặt. Đầu ngày 12 tháng 7, JTWC đã nâng cấp hình thế này thành áp thấp nhiệt đới sau khi dữ liệu từ máy bay trinh sát chỉ ra rằng hệ thống này đã phát triển đầy đủ một hoàn lưu gió khép kín. Mười hai giờ sau, Cơ quan Khí tượng Nhật Bản (JMA) đã trực tiếp phân loại hình thế này là bão nhiệt đới, bỏ qua giai đoạn áp thấp nhiệt đới..
Sau khi bão nhiệt đới hình thành, bão bắt đầu mạnh lên khá đều đặn. Trong khi đó, bão di chuyển chậm lại và đến ngày 13 tháng 7, Vera đổi hướng theo hướng Tây Tây Bắc sau khi có một khoảng thời gian bão đi theo hướng Tây Tây Nam và hướng về miền Trung Philippines. Vào lúc 12:00 UTC, JMA ước tính rằng Vera đã mạnh thành một cơn bão nhiệt đới dữ dội. Vài giờ sau, JTWC đã nâng cấp cơn bão thành bão cuồng phong.  Lúc 00:00 UTC ngày 14 tháng 7, JMA đã nâng cấp Vera thành bão cuồng phong khi bão áp sát đảo Samar. Vào khoảng thời gian này, Cục quản lý Thiên văn, Địa vật lý và Khí quyển Philippines (PAGASA) cũng đã theo dõi cơn bão và đặt cho nó cái tên là Bebeng. Các nhà khí tượng học từ JTWC dự  cơn bão sẽ suy yếu khi di chuyển qua các đảo của Philippines nhưng điều này chỉ xảy ra khi vào đầu ngày 15 tháng 7, lúc đó cơn bão bắt đầu tương tác với địa hình đồi núi gồ ghề gần Manila. Vào khoảng thời gian này, JMA đã hạ cấp Vera xuống thành một cơn bão nhiệt đới dữ dội khi nó tiếp cận vịnh Manila. Trong vài giờ tiếp theo, JMA cho biết cơn bão tiếp tục suy yếu, sức gió duy trì 10 phút giảm xuống đến 55 kt (100 km/h). Cuối ngày 15 tháng 7, cơn bão bắt đầu mạnh lên trở lại và JTWC đã nâng cấp Vera trở lại trạng thái bão cuồng phong. Sáng sớm hôm sau, JMA cũng làm tương tự JTWC. Cơn bão tăng tốc độ di chuyển, tiếp tục mạnh lên và đi sâu vào biển Đông và vào sáng sớm ngày 27 tháng 7, khi đó Việt Nam gọi Vera là bão số 3. JMA báo cáo rằng Vera đạt cường độ cực đại với sức gió duy trì 10 phút là 75 kt (140 km/h). Vào khoảng thời gian này, JTWC ước tính sức gió duy trì 1 phút tối đa là 90 kt (165 km/h), tương đương với bão cấp 2 trên thang đo bão Saffir-Simpson. Sau khi vượt qua đảo Hải Nam và di chuyển vào bắc vịnh Bắc Bộ, di chuyển vào bờ gần Hải Phòng- Quảng Ninh vào khoảng 00:00 UTC (7 giờ sáng giờ Việt Nam) ngày 18 tháng 7. Hai cơ quan dự báo quốc tế này cho rằng bão suy yếu khi vào vịnh Bắc Bộ và trước khi đổ bộ. Tại thời điểm đổ bộ, JMA và JTWC ước tính sức gió duy trì khoảng 55 kt (100 km/h, tương đương cấp 10-11 theo thang Beaufout), JMA ước tính áp suất trung tâm khi bão đổ bộ là 980 mb (hPa), điều này mâu thuẫn so với số liệu quan trắc tại Việt Nam. Bằng chứng cho điều đó là tại Cửa Ông (thuộc tỉnh Quảng Ninh) quan trắc được gió mạnh tới 40 m/s (144 km/h, cấp 13) và khí áp thấp nhất quan trắc được là 968,3 mb (hPa). Bão Vera suy yếu trên đất liền giống như như các cơn bão khác và đến ngày 19 tháng 7, JMA dừng theo dõi Vera.

## Ảnh hưởng của bão

### Philippines
Trước khi Vera đến, các trường học và văn phòng chính phủ đều đóng cửa. Các chuyến đường sắt đã được cho tạm dừng khai thác; Philippine Airlines dừng các chuyến bay nội địa. Khi đổ bộ vào đất liền, Vera trở thành cơn bão đầu tiên tấn công quốc gia này trong 8 tháng, đồng thời giúp giảm bớt tình trạng hạn hán.  Bão Vera đã khiến 123 người chết và khiến 60 người khác mất tích trên khắp Philippines, trong đó riêng 100 người ở Luzon. Tổng cộng có 145 người bị thương. Khoảng 200.000 người vô gia cư. Cơn bão đã phá hủy 29.054 ngôi nhà  và làm hư hại "nặng" 5.558 ngôi nhà khác. Tổng cộng có 76.346 ngôi nhà bị hư hỏng "một phần", ảnh hưởng trực tiếp đến 628.985 người.  Theo nhà chức trách, 24.280 người đã tìm nơi trú ẩn.  Hơn nữa, hơn 40 chuyến bay nội địa đã bị hủy do bão.
Khoảng 80% trong số 7 triệu cư dân Manila bị mất điện do bão. Các khu vực trũng thấp của Manila chìm trong nước, gió mạnh thổi bay mái lán và cây bật gốc. Trên toàn thành phố, có bốn người chết. Một người đàn ông bị điện giật trong khi một người đàn ông khác bị mảnh vỡ đè lên. Năm mươi người được xác nhận đã thiệt mạng và 2.089 ngôi nhà bị hư hại ở Bataan gần đó sau khi nước dâng do bão đổ bộ vào khu vực.  Phần lớn số người thương vong ở Bataan là do đuối nước;  thành phố cũng là nơi bị ảnh hưởng nặng nề nhất bởi cơn bão. Trên toàn khu vực gần Bataan, 10 ngôi làng đã bị phá hủy. Tại Pantalan Luma, gần như tất cả trong số 400 túp lều (ngoại trừ 4 túp lều) của thị trấn đều bị phá hủy.
Khoảng 30 ngôi nhà ở San Pablo, Laguna bị phá hủy do gió mạnh hoặc do cây dừa đổ. Ở một nơi khác, ở Zambales, một phụ nữ đã thiệt mạng sau khi bị sét đánh. Tại thành phố Lucena, một nông dân bị lũ cuốn trôi và hai cậu bé thiệt mạng do cây đổ. Thành phố nghỉ mát Legaspi bị thiệt hại nặng nề với hàng trăm ngôi nhà bị phá hủy, buộc nhiều cư dân phải tìm nơi trú ẩn trong các trường học hoặc nhà thờ. Dọc theo bờ biển phía đông của Luzon, bảy người đã thiệt mạng khi bị cây dừa đổ ở Quezon. Trong khi đó, 3 người thương vong xảy ra trong vụ hỏa hoạn ở tỉnh Sorsogon. Tổng cộng có 15 người chết đuối ở thị trấn Sexmoan. Các thị trấn lân cận Macabebe và Masantol, mỗi thị trấn có 2 người chết đuối. Tại thành phố Manila hoặc các tỉnh Batangas, Quezon, Laguna và Cavite, 34.000 người phải di dời. Nhìn chung, thiệt hại lên tới 42 triệu USD (1983 USD). Thiệt hại về cơ sở hạ tầng lên tới 31 triệu USD. Tổng thiệt hại về cây trồng lên tới 9,4 triệu USD.
Theo Hội chữ thập đỏ Philippines, 26.845 gia đình cần được hỗ trợ khẩn cấp. Các cơ quan chính phủ được lệnh bắt giữ những người trục lợi, gồm những người đầu cơ tích trữ và cướp bóc.  Tổng thống Ferdinand Marcos ra lệnh cho tất cả các cơ quan cứu trợ nộp báo cáo thiệt hại để có thể giải ngân quỹ khẩn cấp.

### Trung Quốc và Việt Nam
Bão Vera là bão rất mạnh khi đổ bộ vào Việt Nam, sức gió khi đổ bộ là cấp 13 nếu dùng thang bão Việt Nam hiện nay, tâm bão đi qua phía Nam tỉnh Quảng Ninh. Tại một trạm khí tượng ở Cửa Ông (nay thuộc tỉnh Quảng Ninh) quan trắc được gió mạnh  40 m/s (144 km/h, cấp 13) giật 45 m/s (162 km/h, cấp 14) và khí áp thấp thấp nhất là 968,3 mb. Khí áp quan trắc được tại Cô Tô là 969,7 mb; Bãi Cháy là 969,6 mb. Theo Quyết định số 3435/QĐ-UBND của Chủ tịch UBND tỉnh Hải Phòng và một vài tờ báo Việt Nam sau này thì thì bão khiến 62 người chết, 98 người bị thương, 35.000 ha lúa bị ngập úng, 80 tàu thuyền bị đắm và 167.000 m3 đê kè bị sạt trôi chỉ tính riêng tại Hải Phòng. Tuy nhiên, một số tài liệu khác cho rằng bão gây ra thiệt hại không quá nghiêm trọng tại Việt Nam. Theo một tờ báo nước ngoài đưa tin ngày 22 tháng 7 năm 1983 thì có ít nhất 3 người chết do bão và 2.500 ngôi nhà bị hư hại. Mưa lớn đã giúp giảm bớt tình trạng hạn hán kéo dài cho 400.000 ha lúa ở miền Bắc Việt Nam mà trước đây đã ngăn cản việc trồng lúa.
Bão Vera gây ra mối đe dọa cho miền Nam Trung Quốc. Có 36 bản tin đã được Đài quan sát Hoàng gia Hồng Kông ban hành. Tín hiệu bão số 3 cũng được phát đi. Sau khi đi qua phía nam khu vực, gió giật mạnh nhất đạt 111 km/h (60 kt) được đo tại Tate's Cairn. Ngoài ra, cơn bão còn tạo ra mưa rào và thời tiết xấu trong khu vực. Một người bơi lội bị chết đuối do biển động.

## Chú giải

### Đơn vị
- 1 hải lý = 1,852 km.
- 1 kt = 1 hải lý/h = 1 nút.

### Thang đo JMA
| Phân loại                                      | Sức gió duy trì liên tục trong 10 phút |
| ---------------------------------------------- | -------------------------------------- |
| Bão cuồng phong hủy diệt (Violent Typhoon)     | ≥105 kt (≥194 km/h)                    |
| Bão cuồng phong rất mạnh (Very strong typhoon) | 85-104 kt (157–193 km/h)               |
| Bão cuồng phong (mạnh) (Typhoon)               | 64-84 kt (118–156 km/h)                |
| Bão nhiệt đới dữ dội (Servere tropical storm)  | 48-63 kt (89–117 km/h)                 |
| Bão nhiệt đới (Tropical storm)                 | 34-47 kt (62–88 km/h)                  |
| Áp thấp nhiệt đới (Tropical depression)        | ≤33 kt (≤61 km/h)                      |

### Thang đo SSHWS
| Phân loại SSHWS                         | Phân loại JTWC cho bão ở Tây Bắc Thái Bình Dương | Sức gió duy trì liên tục trong 1 phút |
| --------------------------------------- | ------------------------------------------------ | ------------------------------------- |
| Bão cấp 5 (Category 5 hurricane)        | Siêu bão (Super typhoon)                         | ≥137 kt (252 km/h)                    |
| Bão cấp 4 (Category 4 hurricane)        | Siêu bão (Super typhoon)                         | 130 -136 kt (240–251 km/h)            |
| Bão cấp 4 (Category 4 hurricane)        | Bão cuồng phong (Typhoon)                        | 113-129 kt (209– 239 km/h)            |
| Bão cấp 3 (Category 3 hurricane)        | Bão cuồng phong (Typhoon)                        | 96-112 kt (178–208 km/h)              |
| Bão cấp 2 (Category 2 hurricane)        | Bão cuồng phong (Typhoon)                        | 83-92 kt (154–177 km/h)               |
| Bão cấp 1 (Category 1 hurricane)        | Bão cuồng phong (Typhoon)                        | 64-82 kt (119–153 km/h)               |
| Bão nhiệt đới (Tropical storm)          | Bão nhiệt đới (Tropical storm)                   | 34-63 kt (63–118 km/h)                |
| Áp thấp nhiệt đới (Tropical depression) | Áp thấp nhiệt đới (Tropical depression)          | ≤33 kt (≤62 km/h)                     |

### Thang đo bão Việt Nam hiện nay (mở rộng 17 cấp)[nb 3]
Lưu ý là một số tài liệu cũ chỉ áp dụng thang đo Beaufout gốc (gồm 12 cấp).
| Phân loại                               | Sức gió duy trì liên tục trong 2 phút | Đại diện cho sức gió đổ bộ vào Việt Nam đáng chú ý                                      |
| --------------------------------------- | ------------------------------------- | --------------------------------------------------------------------------------------- |
| Siêu bão (Super typhhon)                | Cấp 16, cấp 17 hoặc trên cấp 17       | -                                                                                       |
| Bão rất mạnh (Very strong typhoon)      | Cấp 12-15                             | Bão Mirinae (2016) Bão Xangsane (2006) Bão Kyle (1993) Bão Vera (1983) Bão Wendy (1968) |
| Bão mạnh (Strong typhoon)               | Cấp 10-11                             | Bão Damrey (2017) Bão Wutip (2013) Bão Nesat (2011) Bão Linda (1997)                    |
| Bão thường (Moderate typhoon)           | Cấp 8-9                               | Bão Mirinae (2009) Bão Ketsana (2009) Bão Kim (1983)                                    |
| Áp thấp nhiệt đới (Tropical depression) | Cấp 6-7                               | Áp thấp nhiệt đới 23W (2017) Áp thấp nhiệt đới tháng 9 (2009)                           |
| Vùng áp thấp (Low pressure area)        | Dưới cấp 6                            | -                                                                                       |

### Các chú giải khác
1. ↑  Cục Khí tượng Nhật Bản là trung tâm khí tượng chuyên ngành của khu vực Tây Bắc Thái Bình Dương từ năm 2000 (xem tại "Annual Report on Activities of the RSMC Tokyo – Typhoon Center 2000" (PDF). Japan Meteorological Agency. tháng 2 năm 2001. tr. 3. Truy cập ngày 1 tháng 9 năm 2013.)
2. ↑  Chuyển đổi  tiền tệ về USD theo tỉ giá hối đoái năm 1983, chuyển đổi này sử dụng hai trang web calculator.com và Measuring Worth.
3. ↑  Quyết định 03/2020/QĐ-TTg của Thủ tướng Chính phủ, phó Thủ tướng Lê Văn Thành kí.